# 30 jours max
30 jours max és una pel·lícula comèdia francesa dirigida per Tarek Boudali, estrenada el 2020. S'ha subtitulat al català.

## Sinopsi
En Rayane és un jove policia, més aviat covard i maldestre. El seu metge l'informa, equivocadament, que està malalt i que només li queden trenta dies de vida. Per tant, en Rayane creu que no té res més a perdre i decideix aprofitar aquesta oportunitat: vol convertir-se en l'heroi de la seva comissaria i, així, impressionar la seva companya, Stéphanie. En Rayane assumirà llavors immensos riscos per detenir un gran narcotraficant.

## Repartiment
- Tarek Boudali: Rayane Teisseire
- Philippe Lacheau: Tony
- Julien Arruti: Pierre
- Vanessa Guide: Stéphanie, amic d'en Rayane
- José Garcia: la "Rata"
- Marie-Anne Chazel: l'àvia d'en Rayane
- Reem Kherici: Linda
- Nicolas Marié: el comissari
- Anne-Solenne Hatte: Magali
- Philippe Duquesne: el metge
- Chantal Ladesou: prostituta i mare d'en Pierre
- Brahim Bouhlel: Zoubir
- Just Riadh: Sammy
- Axel Huet: l'ajudant del metge
- Claudine Acs: l'àvia de la "Rata"
- Mcfly i Carlito: actors
- Rim'K com a ell mateix
- Rim'K com a ell mateix
- Hugo Lloris com a ell mateix

## Producció
El projecte es va anunciar el gener de 2019. El rodatge va començar el 23 de setembre d'aquell any, i va durar dotze setmanes a París i a l'Illa de França (sobretot a Cergy), així com a Las Vegas.
Els videògrafs Mcfly i Carlito apareixen de fons a la pel·lícula, després d'un repte plantejat per Tarek Boudali.